# Ernst Emanuel von Silva-Tarouca

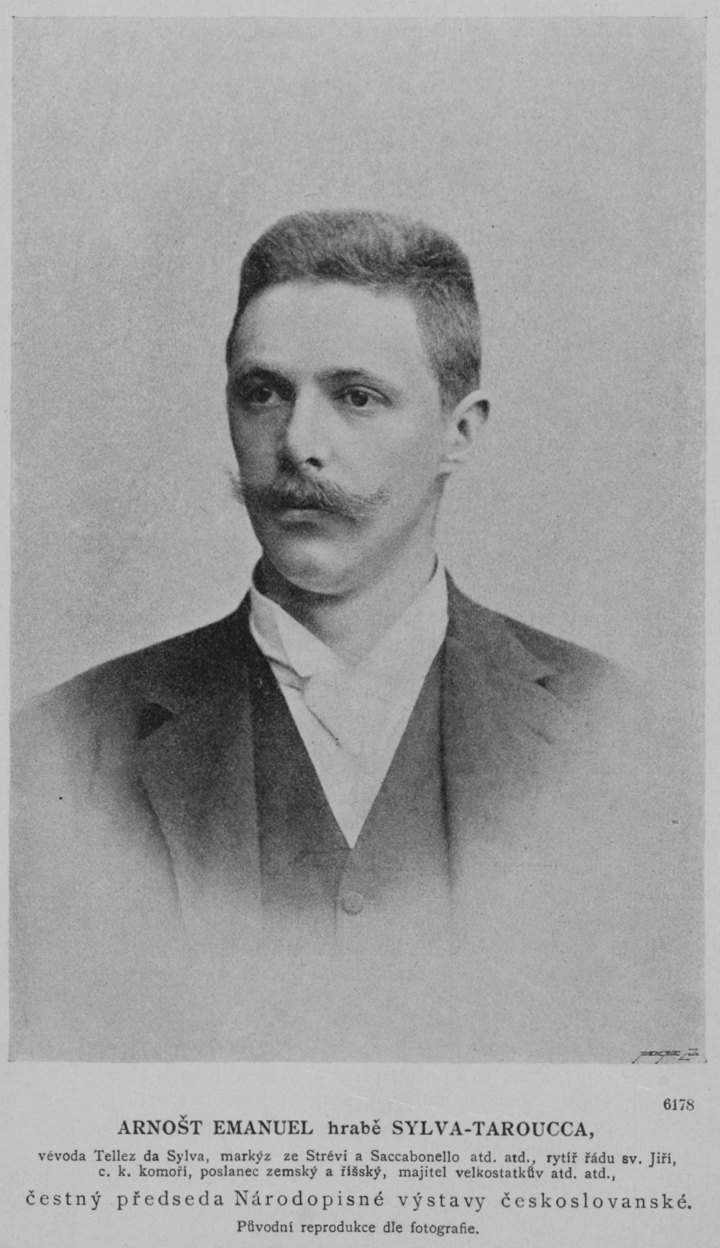
Ernst Emanuel Graf Silva-Tarouca als Ehrenpräsident der tschechisch-slowakischen Ethnografieausstellung in Prag 1895

Ernst Emanuel (Graf von) Silva-Tarouca, (tschechisch: Arnošt; bis 1907 Namensschreibung Sylva), (* 3. Jänner 1860 in Čechy pod Kosířem, Kreis Olmütz, Mähren; † 15. August 1936 im Schloss Schwaigern in Baden-Württemberg) war ein k. u. k. österreichisch-mährischer Dendrologe und Politiker.
Sein botanisches Autorenkürzel lautet „Silva Tar.“. Adelstitel wurden in der am 28. Oktober 1918 gegründeten Tschechoslowakei, für die Silva-Tarouca optierte, im Dezember 1918 aufgehoben.

## Leben
Ernst Graf Silva-Tarouca war Sohn des k. k. Rittmeisters August Alexander Graf Silva Tarouca (1818–1872) und dessen erster Ehefrau Gisela Gräfin zu Stolberg-Stolberg (1824–1864). Sein Familienname stammte von portugiesischen Vorfahren der Familie Silva-Tarouca. Sein älterer Bruder und Inhaber des Familienfideikommisses war Franz Josef Graf Silva-Tarouca, Kämmerer (ein Ehrenamt) am Kaiserhof und erbliches Herrenhausmitglied in der österreichischen Reichshälfte Österreich-Ungarns. Da beider Vater früh starb, wurde Egbert Graf Belcredi, mährischer Großgrundbesitzer und Abgeordneter, Bruder des österreichischen Spitzenpolitikers Graf Richard Belcredi, sein Vormund.
Silva-Tarouca wurde im von Jesuiten geführten Kollegium Kalksburg südlich von Wien erzogen und studierte anschließend an der Universität Wien Jus. Nach Absolvierung dieses Studiums war er kurze Zeit an der k.k. Statthalterei in Prag tätig.
1885 heiratete Ernst die wohlhabende Maria Gräfin von Nostitz-Rieneck. Nach der Heirat widmete er sich dem Alleinerbe seiner Ehefrau, dem Schloss Pruhonitz und dem dazugehörigen Schlosspark, nur wenige Kilometer von Prag entfernt. Er ließ das Schloss 1889–1894 im Stil der tschechischen Neorenaissance umbauen. Den Schlosspark (heute etwa 2,5 km²) gestaltete er im englischen Landschaftsstil um und bepflanzte ihn mit vielen seltenen Baumarten, die beeindruckende Gruppen teils mächtiger Bäume in einem Arboretum bilden.
Auf dem Gebiet der Dendrologie war er, als Autodidakt, mit Camillo Schneider führend bei Fachpublikationen. 1908 war er Mitbegründer der österreichisch-ungarischen Dendrologischen Gesellschaft.
1895 war Silva-Tarouca führend an der Národopisná výstava českoslovanská (der tschechisch-slowakischen Ethnografieausstellung) in Prag beteiligt. Die erste einschlägige Schausammlung wurde in Silva-Taroucas Palais Am Graben in der Prager Altstadt gezeigt; heute sind die Bestände Teil des Prager Nationalmuseums.
In der römisch-katholischen Kirche war er von 1896 bis 1913 als Generalkommissär für die Organisation der Allgemeinen österreichischen Katholikentage verantwortlich. In den Jahren 1905 bis 1910 war er Präsident der Zentralstelle aller nichtpolitischen Vereine Österreichs, der Vorläuferorganisation der späteren Katholischen Aktion. 1915 war er kurz Vizepräsident des katholischen Volksbundes, einer Laienorganisation.

## Politische Funktionen in der Monarchie
- 1888 Kämmerer (ein Ehrenamt am k.u.k. Hof)
- 1891–1907 Reichsratsabgeordneter (Ende des Mandats, als das Kurienwahlrecht durch das allgemeine, gleiche, direkte und geheime Wahlrecht für alle erwachsenen Männer ersetzt wurde)
- 1892–1913 Abgeordneter zum Böhmischen Landtag; in der Kurie der Großgrundbesitzer gewählt. (Der Landtag, der bis zuletzt kein allgemeines Männerwahlrecht einführte, war Schauplatz heftiger nationaler Auseinandersetzungen zwischen Tschechen und Deutschen; nach seiner 1913 von k.k. Ministerpräsident Stürgkh beim Kaiser bewirkten Vertagung wurde er bis zur Gründung der Tschechoslowakei nicht mehr einberufen.)
- 1902 Geheimer Rat (ein kaiserliches Ehrenamt)
- 1907–1918 Mitglied des Herrenhauses des österreichischen Reichsrats, das vom republikanischen Deutschösterreich am 12. November 1918 für abgeschafft erklärt wurde.
- 30. August 1917 bis 31. Oktober 1918 (Übergabe an den deutschösterreichischen Staatsrat) bzw. 11. November 1918 (Enthebung durch den Kaiser): k.k. Ackerbauminister in den Ministerien Seidler, Hussarek und Lammasch

## Kaiserliche Auszeichnung

Silva-Tarouca im Ornat des Leopold-Ordens, 1932

Silva-Tarouca erhielt am 11. November 1918, dem Tag des Regierungsverzichts von Kaiser Karl I. und der Enthebung der letzten kaiserlichen Regierung, der er angehörte, als Dank für seine Dienste wie einige andere Regierungsmitglieder einen Orden; in seinem Fall war es der österreichisch-kaiserliche Leopold-Orden. Die Ordensverleihung an die scheidenden Minister in Schloss Schönbrunn war die letzte, die Karl I. als österreichischer Monarch vornahm.

## Tätigkeit nach dem Ende der Monarchie
Nach dem Zerfall Österreich-Ungarns ab Ende Oktober 1918 zog er sich, wie damals viele Adelige, auf seine Güter zurück und gab mit Camillo Schneider in den Jahren 1922 und 1923 die dreibändigen Kulturhandbücher für Gartenfreunde heraus. Von 1922 an stand er an der Spitze der dendrologischen Gesellschaft in der Tschechoslowakei. Im Jahr 1927 verkaufte er den Park von Průhonice an den tschechoslowakischen Staat, der im Park eine Versuchsstation errichtete, den Vorläufer des heute nach Silva-Tarouca benannten Instituts für Landschafts- und Gartengestaltung.

## Familie und Nachkommen
Ernst Graf Silva-Tarouca heiratete am 16. Juni 1885 in Smichow bei Prag Maria Antonia Gabriela Gräfin von Nostitz-Rieneck (* 31. Januar 1863 in Prag; † 23. Juli 1934 in Pruhonitz). Sie war die Tochter des Albert Graf von Nostitz-Rieneck (1807–1871) und der Adelheid von Puteani (1823–1904). Das Paar hatte drei Söhne und sechs Töchter:
- Marie Adelheid (* 26. Juni 1886 in Türmitz; † 12. Juli 1945 in Petschau) ⚭ Heinrich 5. Herzog und Fürst von Beaufort-Spontin (1880–1966)
- Gisela Helene (* 14. Juni 1887 in Türmitz; † 21. Februar 1958 in Prag) ⚭ (1) Josef Prinz von Lobkowitz (1885–1914); (2) Moritz Prinz von Lobkowitz (1890–1944)
- Anna (* 28. September 1888 in Türmitz; † 17. Juli 1971 in Schwaigern) ⚭ Anton Ernst Graf von Neipperg (1883–1947)
- Joseph (* 20. Oktober 1889 in Pruhonitz; † 24. Mai 1917 an der Isonzofront), Im Ersten Weltkrieg gefallen.
- Alžbeta (* 2. März 1892 in Pruhonitz; † 13. Januar 1893 ebenda)
- Franz Xaver (* 24. Oktober 1895 in Pruhonitz; † 11. Januar 1980 in Seckau)
- Amadeus (* 14. Juli 1898 in Pruhonitz; † 21. November 1971 in Sankt Peter am Wallersberg) ⚭ Hertha Rabl (1902–1964)
- Emma (* 30. Juli 1899 in Pruhonitz; † 26. September 1899 ebenda)
- Eleonore (* 8. März 1901 in Pruhonitz; † 23. September 1987 in Nespeky)

## Publikationen
- Kein Heger, kein Jäger! Ein Handbuch der Wildhege für weidgerechte Jagdherren und Jäger. Berlin: Parey, 1899, 2. Aufl. 1927
- Glückliche Tage. Jagdgeschichten aus fünf Jahrzehnten, 1923, (4. Aufl.) Wehrmachtsausg. 1944
- Mittheilungen der Dendrologischen Gesellschaft zur Förderung der Gehölzkunde und Gartenkunst in Österr.-Ungarn 1, 1911–12
- F. v. Raesfeld, Das dt. Waidwerk, 4. Aufl. 1931
- Der Park, 1894
- Die Silva’s in Oesterreich, 1899
- Unsere Freiland-Nadelhölzer: Anzucht, Pflege und Verwendung aller bekannten in Mitteleuropa im Freien kulturfähigen Nadelhölzer. F. Tempsky, Wien 1913, doi:10.5962/bhl.title.15412
- Unsere Freiland-Nadelhölzer: Anzucht, Pflege und Verwendung aller bekannten in Mitteleuropa im Freien kulturfähigen Nadelhölzer mit Einschluß von Ginkgo und Ephedra (zus. mit Camillo Schneider). 2., neudurchges. u. verm. Aufl., Wien u. a.: Hölder-Pichler-Tempsky u. a., 1923. 315 Seiten. doi:10.5962/bhl.title.45862
- Unsere Freiland-Laubgehölze: Anzucht, Pflege und Verwendung aller bekannten in Mitteleuropa im freien kulturfähigen Laubgehölze. 2. gänzlich umgearb. und verm. Aufl., Hölder-Pichler-Tempsky, Wien 1922 doi:10.5962/bhl.title.45906, doi:10.5962/bhl.title.32616
- Unsere Freiland-Laubgehölze: Anzucht, Pflege und Verwendung aller bekannten in Mitteleuropa im Freien kulturfähigen Laubgehölze (zus. mit Camillo Schneider). 3. gänzl. umgearb. u. verm. Aufl., Wien u. a.: Hölder-Pichler-Tempsky u. a., 1931. 434 Seiten.
- Unsere Freiland-Stauden: Anzucht, Pflege und Verwendung aller bekannten in Mitteleuropa im Freien kulturfähigen ausdauernden krautigen Gewächse (zus. mit Camillo Schneider). 5., gänzl. neu bearb. und erw. Aufl., Wien: Hölder-Pichler-Tempsky; Leipzig: Freytag, 1934. 482 Seiten.